# 异叶双唇蕨
异叶双唇蕨（学名：Schizoloma heterophyllum）为鱗始蕨科双唇蕨属下的一个种。其种加词“heterophyllum”意为“异叶的”。